# Dohrniphora binga
Dohrniphora binga är en tvåvingeart som beskrevs av Ronald Henry Lambert Disney 1991. Dohrniphora binga ingår i släktet Dohrniphora och familjen puckelflugor.
Artens utbredningsområde är Zimbabwe. Inga underarter finns listade i Catalogue of Life.